# Keith Ferguson
Keith James Ferguson est un acteur américain né le 26 février 1972 à Los Angeles en Californie.
Spécialisé dans les voix de personnages, il prête sa voix à de nombreux personnages de jeux vidéo, comme Marluxia de Kingdom Hearts, Lord Saladin de Destiny et Destiny 2 ou encore Reaper d'Overwatch. Il participe également à des séries animées tel que La Bande à Picsou ou Souvenirs de Gravity Falls et est l'interprète vocal récurrent de Harrison Ford (en tant que de Han Solo ou Indiana Jones) dans les productions de Robot Chicken.

## Biographie
Après avoir étudié la performance théâtrale et l'écriture créative à l'Université du Pacifique et à l'Université de Californie du Sud, Ferguson a travaillé dans les coulisses de la production télévisuelle tout en trouvant le temps de participer à des productions théâtrales locales.
C'est vers la fin de sa carrière dans la production, qu'il a activement commencé sa carrière dans la voix off et le doublage,.

## Filmographie

### Films
- 2006 : Bambi 2 : Friend Owl (voix)
- 2006 : Ultimate Avengers : Voix additionnelles (voix)
- 2011 : Batman: Year One : Jefferson Skeevers (voix)
- 2014 : La Grande Aventure Lego : Han Solo (voix)
- 2015 : Les Minions : Voix additionnelles (voix)
- 2015 : Vice-versa : Voix additionnelles (voix)
- 2015 : Batman Unlimited : L'Instinct animal : Gruff Cop / Distinguished Man (voix)
- 2019 : Batman et les Tortues Ninja : Baxter Stockman / Double-Face (voix)
- 2021 : The Witcher : Le Cauchemar du loup (The Witcher: Nightmare of the Wolf) : Lord Carlisle / Reidrich
- 2022 : Teen Titans Go! & DC Super Hero Girls: Mayhem in the Multiverse : Batman (voix)
- 2023 : Il était une fois un studio de Dan Abraham et Trent Correy : hibou

### Séries animées
- 2007-En cours : Robot Chicken : Indiana Jones / Han Solo / Autres voix (voix)
- 2008-2012 : Martin se la raconte : Flash McQueen (voix)
- 2010-2018 : Adventure Time : Colonel Candy Corn / Autres voix (voix)
- 2012-2016 : Souvenirs de Gravity Falls : Deputy Durland / Voix additionnelles (voix)
- 2013-2015 : Randy Cunningham, le ninja : Greg (voix)
- 2013-2016 : Wander : Le général Sans-cœur (Lord Hater) / Cashier / Voix additionnelles (voix)
- 2014-2018 : Princesse Sofia : Voix additionnelles (voix)
- 2016-2018 : Lost in Oz :  Reigh / Green Trooper Nome / Autres voix (voix)
- 2016-2020 : Elena d'Avalor : Zuzo / Voix additionnelles (voix)
- 2017-2020 : Raiponce, la série : Voix additionnelles (voix)
- 2017-2021 : La Bande à Picsou : Archibald Gripsou / Johnny et Randy / Autres voix (voix)
- 2019-2020 : DC Super Hero Girls : Jeremiah Danvers / Robin / Bruce Wayne / Alfred Pennyworth / Autres voix (voix)
- 2019-2022 : Les Œufs verts au jambon : Crony 3 / Autres voix (voix)
- 2021 : Kid Cosmic : Papa G / Carl (voix)
- 2021 : This Duckburg Life : Archibald Gripsou / Johnny et Randy / Autres voix (podcast, voix)

### Jeux vidéo
- 2006 : Final Fantasy XII : Basch Fon Ronsenburg
- 2008 : Lego Batman, le jeu vidéo : Alfred Pennyworth / Commissaire Gordon
- 2011 : Infamous 2 : Militia / Ice Guys / Autres voix
- 2014 : Destiny : Lord Saladin / City Civilian
- 2015 : Star Wars: The Old Republic - Knights of the Fallen Empire : Andur Melor / Lieutenant Marklo / Private Schor
- 2016 : Titanfall 2 : Ronin Titan
- 2016 : Overwatch : Faucheur
- 2016 : Final Fantasy XV : Dave Auburnbrie / Voix additionnelles
- 2017 : Destiny 2 : Lord Saladin
- 2018 : Fallout 76 : Isaac Hammond / Morris Stevens / Jeff Lane
- 2019 : Kingdom Hearts III : Marluxia
- 2019 : Star Wars: The Old Republic - Offensive : Voix additionnelles
- 2020 : The Walking Dead: Onslaught : Rick